# Парижская пинакотека
Парижская пинакотека (фр. Pinacothèque de Paris) — бывший художественный музей и галерея в Париже.
В 2003 году Марк Рестеллини, специалист по истории искусств и знаток Модильяни, решил открыть свой собственный музей-пинакотеку с выставкой работ Пикассо. Первоначально он располагался в 10-м округе Парижа, но в 2007 году переехал на площадь Мадлен в VIII округе После нескольких успешных выставок, Рестеллини открыл вторую коллекцию в 2010 году.
Выставки работ по экзотическим темам (шаманизм, этруски, сокровища Древнего Китая и доколумбовой Мексики) приносили успех, пинакотека стала популярной среди посетителей. Рестеллини в 2013 году договорился с сингапурским правительством об открытии филиала в парке Форт Каннинг.
Музей в Сингапуре открылся в мае 2015 года, в нём планировалось проводить выставки старых мастеров и современного искусства. Однако, кризис, охвативший музеи Франции с падением посещаемости, усугубившийся терактами в ноябре 2015 года, вынудил Рестеллини в феврале 2016 года закрыть пинакотеку в Париже. Первоначально планировалось перенести музей в другое здание, но переезд так и не состоялся. Через несколько месяцев закрылся и филиал в Сингапуре, сославшись на «более низкую, чем ожидалось, посещаемость и другие деловые и финансовые проблемы».
Музей закрылся с задолженностью 10 млн долларов. Марк Рестеллини посетовал на недобросовестную конкуренцию со стороны государственных музеев. Французские власти возбудили расследование по факту финансового мошенничества и растраты. В деле фигурировал известный арт-дилер Ив Бувье, который, впрочем, отрицал своё участие. В частности, Рестеллини и Бувье подозревались в торговле экспонатами проводимых выставок. В июле 2017 года американская компания Hines Interests Limited Partnership выкупила здание музея.